# S44 (870)
Pour les articles homonymes, voir S44.
Le S44 (numéro de coque 870), est un sous-marin d'attaque conventionnel diesel-électrique de type 209/1400 construit en Allemagne. Il est actuellement en service dans la marine égyptienne.

## Caractéristiques
Le sous-marin d’attaque Type 209 a été développé pour l’exportation par Howaldtswerke-Deutsche Werft en Allemagne. Cinq variantes de la classe (209/1100, 209/1200, 209/1300, 209/1400 et 209/1500) ont été exportées dans plus d’une douzaine de pays, avec plus de 60 sous-marins construits et mis en service.
Selon son constructeur TKMS, le sous-marin HDW Type 209/1400 modifié est la version la plus récente de la « famille » HDW Type 209, une série de 63 bateaux construits pour 14 marines clientes. Comme tous ses prédécesseurs, le HDW Type 209/1400 modifié est un sous-marin compact et fiable, doté de la technologie la plus récente, d’une capacité de combat élevée, d’une grande autonomie de batteries et d’une faible signature acoustique. Ses profils de mission comprennent non seulement la défense maritime et la prévention des conflits, mais aussi des tâches de surveillance et de collecte de renseignement. Il est également idéal pour les missions de déploiement opérationnel des forces spéciales.
Le Type 209/1400 modifié moyen a un équipage de 30 personnes et un déplacement de 1594 tonnes en immersion. Le sous-marin mesure 62 mètres de long, avec une largeur de 7,6 m, une coque sous pression de 6,2 mètres de diamètre et une hauteur de 5,8 m. Il peut plonger jusqu’à une profondeur maximale de 250 mètres. Sa vitesse est de 10 nœuds en surface et de 22 nœuds en plongée. Il est équipé de huit tubes lance-torpilles de 533 mm et peut transporter jusqu’à 14 torpilles.
Les sous-marins égyptiens ont 8 tubes lance-torpilles de 21 pouces (533 mm) et sont capables de transporter et de lancer jusqu’à 14 missiles et torpilles. De plus, ils peuvent déployer des mines navales. Ils sont équipés de torpilles SeaHake modèle 4 et de missiles UGM-84L Harpoon Block II,. Ils sont équipés d’un système de conduite de tir des torpilles et d’un système de contrôle électronique des armes.
Les contre-mesures du sous-marin type 209/1400 modifié comprennent le système de mesures de soutien électronique Saab Grintek Avionics ainsi que les mesures de soutien électronique tactique S/UME-100 fournissant une analyse électronique du renseignement et une capacité de radiogoniométrie d’amplitude.
Les forces armées égyptiennes ont déclaré que les sous-marins seraient utilisés pour protéger la sécurité nationale de l’Égypte, protéger ses intérêts économiques et assurer la sécurité et la libre navigation dans le canal de Suez et d’autres régions. Selon un communiqué de l’armée égyptienne, les navires ont une autonomie de 11000 milles marins, une vitesse maximale de 21 nœuds et un déplacement de 1400 tonnes. Les nouveaux Type 209 remplaceront très probablement les quatre vieux navires de classe Romeo de la marine égyptienne livrés en 1983-1984.

## Historique
L’Égypte a initialement commandé deux sous-marins de type 209/1400 modifié en 2011, puis deux autres en 2014. La nouvelle du contrat des sous-marin égyptien a été évoquée pour la première fois en août 2012, lorsque l’accord a été confirmé par le contre-amiral Osama Ahmed el-Gundi, le chef d'état-major de la marine égyptienne. Les négociations préliminaires pour des anciens bateaux de type 206A de la marine allemande auraient commencé en décembre 2004 mais l’Égypte a décidé de prendre la version la plus récente des sous-marins de classe 209/1400 modifié. Le contrat pour la livraison à l’Égypte des deux premiers sous-marins a été signé en 2011. En 2015, l’Égypte a décidé de prendre l’option pour deux unités supplémentaires. Le contrat pour les deux premiers bateaux s’élève à environ 900 millions d’euros. Selon l’agence de presse allemande DPA, le contrat pour les deux sous-marins suivants est estimé à plus de 500 millions d’euros.
Les quatre sous-marins ont été fabriqués par le conglomérat multinational allemand ThyssenKrupp. Le premier sous-marin a été livré en décembre 2016, le deuxième en août 2017 et le troisième en avril 2020. Le S44 (870) est le quatrième et dernier de ces sous-marinsIl a été lancé mardi 29 septembre 2020 au chantier naval de Thyssenkrupp Marine Systems (TKMS) à Kiel. Lors de la cérémonie de lancement, le commandant de la marine égyptienne, Ahmed Khaled Hassan, a transmis les salutations du Président de la république arabe d'Égypte Abdel Fattah al-Sissi et du ministre de la Défense Mohamed Zaki à tous ceux qui ont contribué à finaliser cet accord. L’Egypte dispose de cadres hautement qualifiés, capables d’utiliser les dernières technologies dans les domaines de l’exploitation et de la maintenance, a déclaré Hassan. Il met en lumière les efforts acharnés déployés par la marine égyptienne pour réhabiliter la flotte navale et ses infrastructures au cours de la période écoulée. Les sous-marins font partie d’une stratégie militaire égyptienne visant à surmonter les défis qui frappent la région et à maintenir un contrôle total sur les côtes égyptiennes le long de la mer Rouge et de la mer Méditerranée, a ajouté Hassan.
Le S44 a été officiellement remis à la marine de la République arabe d’Égypte le 8 juillet 2021. À la suite des mesures strictes de prévention du coronavirus au chantier naval, la remise a eu lieu à Kiel. Le Dr. Rolf Wirtz, Président-directeur général de thyssenkrupp Marine Systems, a déclaré, :

« Je tiens à remercier toutes les personnes impliquées dans ce projet pour leur ouverture au dialogue, et la coopération qui a permis d’établir une relation de confiance. Ce succès n’aurait pas été possible sans le professionnalisme et la compétence de nos employés, clients et fournisseurs. La remise du quatrième et dernier sous-marin HDW type 209/1400mod du projet signifie que nos collègues égyptiens rentreront chez eux. Nous leur souhaitons le meilleur pour l’avenir et espérons les accueillir à nouveau sur notre chantier naval pour d’autres projets bientôt. »

Lorsque tous les nouveaux Type 209 seront en service, l’Égypte en aura en permanence un en cours de maintenance, un en cours de formation, un prêt à appareiller et un en patrouille en mer. Cela constitue une amélioration significative des capacités opérationnelles de la marine égyptienne. Ces nouveaux sous-marins représentent une percée technologique dans les capacités de combat qui vise à renforcer les capacités de la marine égyptienne en mer Rouge et en Méditerranée. La majorité des navires de la marine égyptienne, y compris la flotte de sous-marins, ont été reçus de l’Union soviétique dans les années 1960 et de la Chine dans les années 1980. Depuis la fin des années 1990, la marine égyptienne a entrepris un projet de modernisation dans le cadre duquel de nouveaux navires ont été acquis auprès de pays occidentaux tels que les États-Unis, l’Allemagne et la France. La marine égyptienne dispose actuellement de quatre sous-marins diesel améliorés de classe Romeo, modernisés avec de nouveaux systèmes de sonar, de climatisation et de radar, et capables de tirer le missile Sub-Harpoon. Cependant, au cours de la dernière décennie le pays a cherché des remplaçants plus modernes pour sa flotte de sous-marins vieillissante. L’Égypte a tiré les leçons du passé et a décidé de réduire sa dépendance excessive à l’égard d’un seul fournisseur (les États-Unis). La diversification des sources d’armement de l’Égypte est donc devenue une priorité stratégique. Malgré ses problèmes financiers, l’Égypte a signé des contrats d’armement de plusieurs milliards de dollars avec la France, l’Allemagne, la Chine et la Russie. L’Égypte a plus de 2000 km de côtes en Méditerranée et en mer Rouge. Elle possède l’une des plus grandes marines du Moyen-Orient et l’accord actuel sur les armes aidera l’Égypte à moderniser et à moderniser sa force navale. La marine égyptienne participe actuellement à une opération arabe dirigée par l’Arabie saoudite contre les rebelles Houthis au Yémen. L’investissement dans une flotte de sous-marins modernes peut être considéré comme une réponse stratégique aux défis régionaux, et moins comme faisant partie de la stratégie antiterroriste égyptienne.